# Државни министар (Данска)
Државни министар (дан. Statsminister) је шеф владе у Данској и налази се на челу Државног министарства. Незванично се назива премијер.
Државни министар је обично вођа најјаче странке или коалиције у данском парламенту (Фолкетингу). Њега и остале чланове Кабинета именује монарх на основу потврде посланичке већине у Фолкетингу. Уколико се државном министру искаже неповјерење у Фолкетингу он је дужан да поднесе оставку Кабинета или да затражи од монарха да распусти Фолкетинг и распише нове изборе.
Државни министар нема утицаја на данске аутономне регионе — Ферјарска острва и Гренланд, док то Фолкетинг у значајној мјери има. Сви закони који се усвоје на Ферјарским острвима и Гренланду морају бити потврђени од стране Фолкетинга.